# Ňomda
Ňomda (rusky Нёмда) je řeka v Kostromské a v Ivanovské oblasti v Rusku. Je dlouhá 146 km. Povodí řeky je 4750 km².

## Průběh toku
Pramení na jihovýchodním okraji Galičské vysočiny. Je levým přítokem Volhy. Ústí do Ňomdenského zálivu Gorkovské přehrady.

## Vodní režim
Zdrojem vody jsou převážně sněhové srážky. Průměrný roční průtok vody ve vzdálenosti 48 km od ústí činí 28,9 m³/s. Zamrzá v listopadu a rozmrzá v polovině dubna.

## Využití
Vodní doprava je možná od přístavu Žukovo.